# 셰인 더글러스

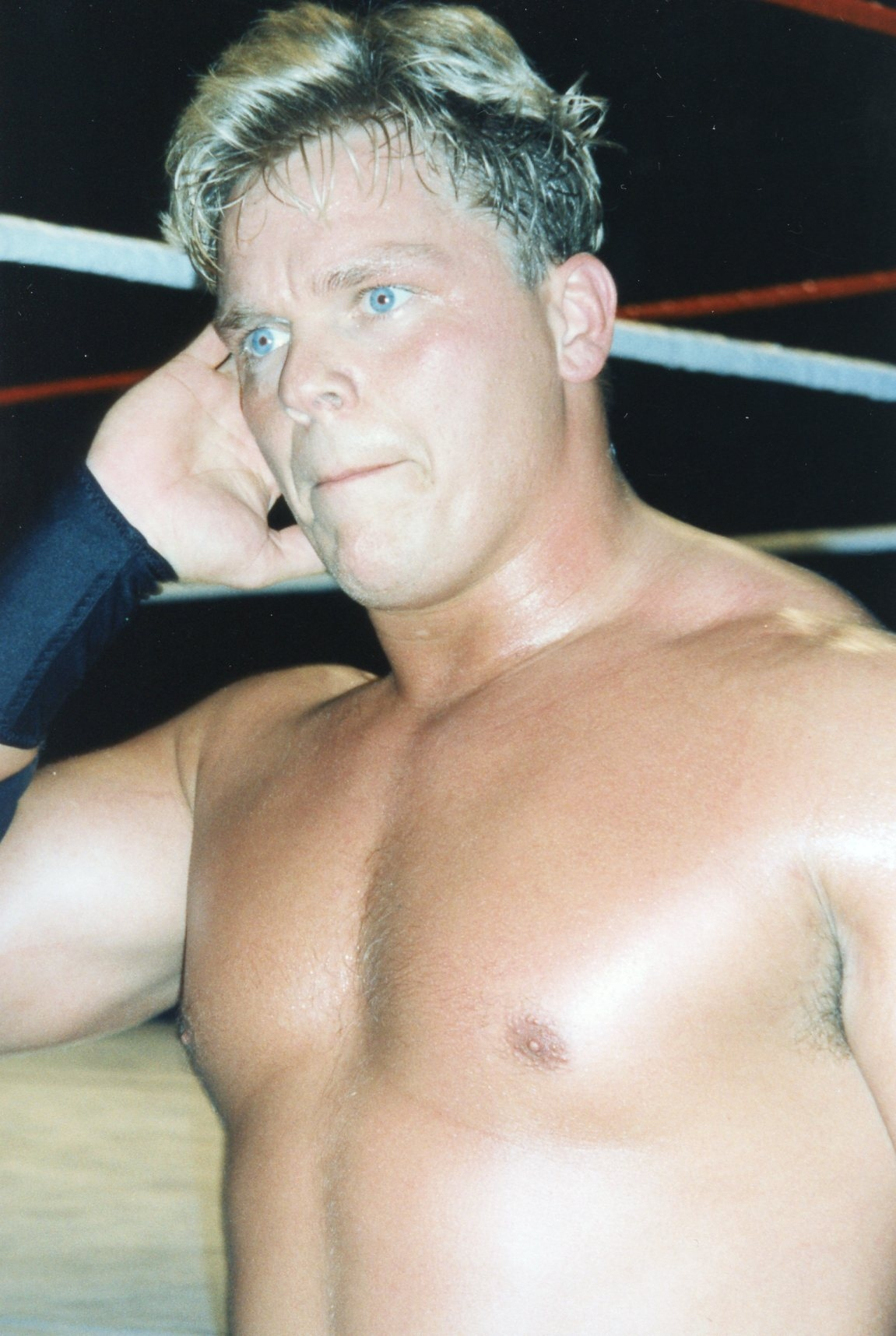
셰인 더글러스

트로이 앨런 마틴(영어: Troy Allan Martin, 1964년 11월 21일 ~ )은 미국의 프로레슬링선수로 셰인 더글러스(Shane Douglas)라는 링네임으로도 잘 알려져 있다. 키는 182cm 몸무게는 111kg이다.

## 같이 보기
- NWA 월드 타이틀 토너먼트